# Pris vare Gud, som min hand lärer strida
Pris vare Gud, som min hand lärer strida är en gammal psalm i nio verser av Jakob Arrhenius från cirka 1675, som grundar sig på Psaltaren 144. Den tillhör en tidstypisk diktning av patriotiska och krigiska 1500- och 1600-talspsalmer.
Psalmens inledningsord 1695 är:
Prijs ware Gudh, som min hand lärer strida
Och föra krigh förutan sorg och qwida
Enligt 1697 års koralbok användes en melodi som användes till flera psalmer: Lova Gud i himmelshöjd (nr 112), Är jag allen en främling här på jorden (nr 258), O Store Gudh, min Fader och min Herre (nr 300), Lof, prijs och tack ske tigh (nr 302) och O Gud, som ej de spädas röst föraktar (nr 330).

## Publicerad som
- Nr 105 i 1695 års psalmbok under rubriken "Konung Davids Psalmer".